# 하마사키 아유미
하마사키 아유미(浜崎 あゆみ, 본명: 하마사키 아유미(浜崎 歩), 1978년 10월 2일 ~ )는 일본의 가수이다. 팬들 사이에서는 아유(あゆ)라는 애칭으로도 불리고있다. 하마사키는 일본에서의 인기와 광범위한 영향력으로 일본과 아시아 국가에서는 "J-Pop의 여왕"으로 일컬어진다. 하마사키는 일본 후쿠오카에서 태어났고, 본격적인 연예계 생활을 하기 위해 14살때 도쿄로 상경했다. 이후 1997년, 당시 에이벡스의 프로듀서이자 현재 CEO인 마츠우라 마사토를 만나 계약을 체결하고 1998년 4월 8일, 싱글 "poker face"로 데뷔한다. 초기에는 큰 반응이 없었지만, 점점 인기를 얻어가며 1999년 1월, 데뷔 앨범 A Song for ××를 발매했다. 데뷔 앨범은 오리콘 차트에서 5주 동안 1위를 하며 일본에서의 인기를 확립했다.
하마사키는 끊임없는 이미지 변신과 예술적 기교로 일본을 넘어 아시아까지 영향을 끼쳤다. 하마사키의 음악과 패션 트렌드가 중화인민공화국, 중화민국, 싱가포르, 동남아시아 등 아시아 전역에 전파되었다. 또한 여러 광고와 텔레비전 광고에서 하마사키의 노래를 사용했다. 2011년 1월 1일에는 오스트리아 출신의 배우 마뉴엘 슈바르츠와 결혼식을 올렸다. 그러나 그 다음해인 2012년 1월 17일, 그녀는 자신의 팬클럽 블로그에 이혼을 보고하며, 약 1년 여만의 결혼생활에 종지부를 찍었다.
하마사키는 1998년 발매한 데뷔 싱글 "poker face"를 시작으로 현재까지 총 5,300만 장의 음반 판매량을 기록하고 있는데, 일본에서 그룹까지 합쳐서는 역대 3위에 해당하며, 솔로 가수로는 일본을 포함한 아시아 역사상 가장 높은 판매량이다. 13년 연속으로 발매 앨범이 1위를 차지하는 기록도 가지고 있다. 하마사키는 데뷔 이래 10년 이상 연속 1위 싱글을 만들어낸 여성 가수이다. 또한 솔로 가수로는 25회 1위로 오리콘 주간 싱글 차트에서 가장 많은 1위 싱글과 가장 많은 밀리언 셀러 싱글을 보유하고 있다.

## 음악 활동

### 1998–99: 데뷔와 인기의 시작
하마사키는 1998년 4월 8일 에이벡스를 통해 싱글 "poker face"를 발매하고, 데뷔하였다. 하지만 크게 히트하지는 못했다. 하마사키는 모든 곡들의 작사(리메이크 곡 제외)를 자신이 직접 하였는데, 그녀의 감정과 경험이 잘 드러나는 가사로 일본 대중들에게 좋은 반응을 얻었다. 이후 1999년 1월 1일 데뷔 앨범 A Song for ××가 발매되고, 오리콘 주간 차트에 신인으로써 5주동안 1위를 거머쥐며 동시에 총 판매량 100만장을 돌파한다. 이러한 하마사키의 인기를 입증하듯 일본 골든 디스크에선 "올해의 최우수 신인상"을 수상한다.
이후 1999년 3월 첫 리믹스 음반 Ayu-mi-x를 발매하며, 이 음반에는 A Song for ××의 수록곡들을 트랜스, 댄스, 오케스트라 등 여러 장르로 리믹스한 곡들이 수록되어있다. 하마사키는 댄스, 발라드 뿐만 아니라 레게와 하우스등 다양한 음악적 시도를 했다. 이후 두 번째 정규 음반의 첫 싱글 "Love~Destiny~"는 하마사키가 처음으로 오리콘 위클리차트에서 1위를 차지한 싱글이 되었고, 이후 7월 14일에 발매된 "Boys&Girls"는 당시 경쟁자라고 일컬어지던 스즈키 아미의 "Be together"와 동시 발매되어 초동은 2위로 스즈키 아미에게 밀렸지만, 2주차에 다시 1위를 차지하는 등 결국 밀리언 셀러가 되어 총 판매량에서는 스즈키 아미를 이겼다. 나중에 "Boys&Girls"이란 곡으로 홍백가합전에 첫 출연을 하게 되기도 한다. 8월달에는 10번째 싱글 "A"를 발매하여 약 160만 장의 판매고를 올리며 자신에게 있어 최고 싱글 판매량을 기록한다. 1999년 11월 두 번째 정규 음반 LOVEppears가 발매되고, 2백만장을 넘는 판매고와 오리콘 정상을 기록한다. 이 앨범을 통해 하마사키는 가사에 약간 변화를 가져오게 된다. LOVEppears의 수록곡중 대부분 여전히 외로움이란 감성을 담고있었지만, 1집 가사는 개인적 관점에서 쓴 가사였다면 LOVEppears에서는 3인칭 관점 등 여러 관점에서 바라본 가사를 썼다. 그리고 LOVEppears를 홍보하기 위한 첫 투어 Ayumi Hamasaki Concert Tour 2000 A를 시작한다.

### 2000–02: 대중적 인기의 정점
2000년에 발매된 "M"을 시작으로 CREA (하마사키 아유미의 애완견 이름) 라는 예명을 사용하여 작곡도 하고 있다. 공감가는 가사와 뛰어난 패션 스타일로 일본 여성들에게 전폭적인 지지를 받고 있는 '헤이세이의 우타히메' (1989년부터 현재까지 계속되고 있는 일본의 연호)로 불린다.
그녀는 음반 판매 부분에서도 대단한 기록들을 가지고 있다. 싱글에서는 1999년에 발매된 "Boys&Girls"가 처음 100만장을 넘은 것을 시작으로 〈A〉, 〈SEASONS〉, 〈M〉, 〈H〉의 5개 싱글이 100만장을 돌파했다. 또한, 오리콘 주간 차트 1위를 기록한 싱글은 총 35작으로 이 기록은 여성 아티스트 단독 1위이다.
2001년 3월 28일, 아유의 첫 베스트 앨범 A BEST를 발매했다. 이 앨범은 하마사키 아유미가 원치 않은, 기획사의 압력으로 발매된 앨범이라 전해진다. 우타다 히카루의 앨범 Distance와의 동시 발매가 주목을 끌었다. A BEST는 총 판매고 429만장 이상을 기록하며 자신의 앨범 최고 판매량은 물론, 일본 역대 앨범 판매량 6위를 차지하고 있다.
2002년 4월 27일부터 2달에 걸친 아레나 투어를 감행하였다. 이 투어가 끝나자 마자 7월에는 <하마사키아유미 공화국> 이란 테마로 여성 솔로 아티스트 사상 최초로 스타디움 투어를 성공적으로 개최했다. 이 스타디움 투어는 일본은 물론 동양여가수 최초이자 유일한 스타디움 투어였다. 〈Free&Easy〉에서 최신 싱글 〈L〉까지 연속 1위를 차지해 25작품 연속 1위에 오르는 등, 여태까지 전무후무한 기록들을 남기고 있다. 2003년 10월 20일에는 자신의 이름을 내건 TV프로그램인 「ayu ready?」를 진행하기 시작했다. (현재는 종영)

### 2003–06: 판매의 부진
2003년 3월부터는 팬클럽 한정의 Zepp투어를 처음으로 실시, 후에 「A COMPLETE ~ALL SINGLES~」DVD반에 공연분이 정식으로 수록되었다. 10월에는 30번째 싱글 발매 기념의 A museum ～30th single collection live～를 개최. 도쿄, 요코하마 단 두곳에서만 공연을 하였다. 12월 17일 미니앨범 《Memorial address》를 발매, 일본가수 최초로 앨범 수록곡 전곡의 PV를 촬영, 수록하였다. 이 미니 앨범도 밀리언을 기록한다. 레코드 대상 시상식에서 그녀는 2001년의 Dearest, 2002년의 Voyage를 이어 No way to say로 3연패를 달성한다. 레코드대상 3연패는 역사상 전무후무한 기록이다.
2004년 2003년 12월 30일의 카운트 다운 라이브로 시작해 4개월에 걸친 ayumi hamasaki ARENA TOUR 2003-2004 A를 개최하였다. 3월 20일, 자신의 이름을 내건 프로그램(「ayu ready?」)이 종영되었다. 이 프로그램은 심야시간대임에도 불구하고 괜찮은 시청률을 기록했다. 7월 30일에는‘에이벡스의 난’이라 일컬어지는 사건에서 사장과 그녀의 프로듀서가 대립하자, 그녀는 자신을 키워준 프로듀서를 따르겠다고 하는 성명을 발표하게 된다. 이후 소속사의 주식은 곤두박질 쳤고, 결국 프로듀서는 복귀하고 사장이 퇴임하면서 그녀의 프로듀서인 마츠우라 마사토가 사장으로 취임하게 된다. 후에‘에이벡스의 난’은 한 가수에 의해 회사의 사장이 교체된 사건으로 남게 된다. 이 사건으로 하마사키 아유미는 이후의 모든 시상식을 사퇴한다. 10월에는 제 1회 아시아송 페스티벌에서 일본 대표가수 자격으로 대한민국에 처음으로 내한했다. 공연 후, 대한민국 문화체육관광부 장관 감사패와 Best Contribution Award(아시아음악공로상) 트로피를 수상했다.
정규 앨범 100만장 돌파 기록은 2006년 7번째 정규 앨범 《(miss)understood》가 87만장을 판매하면서 깨졌지만, 오리콘 주간 차트 1위 기록은 계속해서 이어져 8번째 정규 앨범 《Secret》까지 이어졌다. 이런 대단한 기록을 가지고 있는 그녀의 데뷔싱글에서부터 현재까지의 모든 싱글/앨범 판매량은 5000만장에 육박할 정도이다. (2012년 8월 20일 부로 총계 5000만장 돌파)

### 2007–09: 아시아 진출
2007년 6년만의 베스트앨범인 A BEST 2를 블랙,화이트의 두 가지 버전으로 발매하였는데, 'A BEST2 ~WHITE~'와 'A BEST2 ~BLACK~'이 각각 1,2위를 나란히 기록하면서 36년 반만에 여성 아티스트로써 두 번째로 차트 1,2위를 독점하는 기록을 갖게 되었다. 또한 동시 릴리즈로 인한 1,2위 독점은 사상 최초의 쾌거였다. 4월부터는 8집 앨범의 투어이자, 자신의 첫 아시아 투어인 ayumi hamasaki ASIA TOUR 2007 ~Tour of Secret~ 투어를 진행해 성공적으로 마쳤다. 자신의 첫 번째 디지털 싱글인《Together When...》을 발매, 착신다운로드 300만건 이상이라는 대히트를 치게된다.

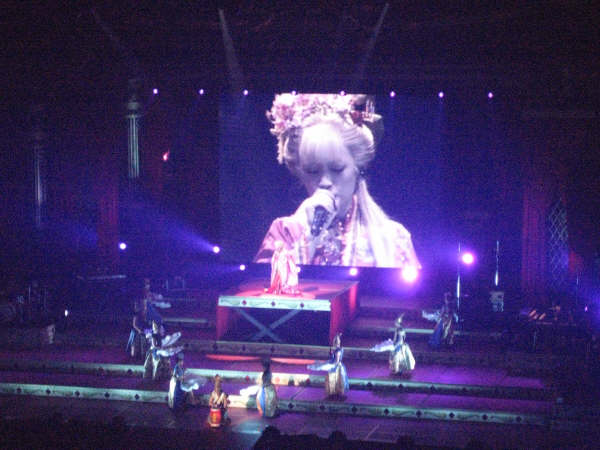
2007년 Tour of Secret에서 "Part of Me" 공연 중의 하마사키

2008년 1월 4일, 그녀는 팬클럽 Team Ayu 전용 사이트에서 자신의 왼쪽 귀가 청력을 상실했음을 고백했다. 그러나 그녀는 계속해서 가수로 남고 싶고, 남은 오른쪽 귀가 들리지 않을 때까지 계속 노래할 것이라고 가수 생활에 대한 의지를 밝히기도 했다. 1월 1일에는 자신의 10주년을 알리는 9번째 앨범《GUILTY》가 발매되었다. 이번 9번째 앨범이 오리콘 위클리 차트 2위를 기록하면서 정규 앨범 연속 1위 기록은 깨지고 말았지만 여전히 이 기록에서는 1위를 지키고 있다. 그리고 자신의 데뷔일인 4월 8일에는 10주년을 기념하는 첫 번째 싱글《Mirrorcle World》을 발매했다. 이번 싱글에는 초기싱글인 《YOU》와 《Depend On you》를 각각 수록, 10주년 기념반으로 녹음되어 있는 2가지 버전으로 발매되었다.
4월부터 시작한 10주년 기념 투어를 성공적으로 마무리, 10주년 투어의 일환으로 중화민국, 홍콩, 상하이를 도는 (3개도시 5회공연) 아시아투어「ayumi hamasaki ASIA TOUR 2008∼10th Anniversary∼」를 성공적으로 마쳤다. 9월 10일에는 자신의 10주년을 기념하여 데뷔곡 《poker face》부터 최신싱글《Mirrorcle World》까지의 싱글을 총망라한 「A COMPLETE ~ALL SINGLES~」를 발매하여 80만장 이상의 좋은 판매고를 올렸다. 「A COMPLETE ~ALL SINGLES~」에는 보너스 트랙으로 《Who...》의 10주년 기념버전이 수록되어있다. 또한 12월 17일에는 10주년 기념 싱글 2탄인 《Days/GREEN》을 발매하였다. 이 싱글 역시 초창기 싱글인《LOVE~Destiny~》와 《TO BE》가 각각 10주년 기념버전으로 재수록 되어 발매되었다.
12월 24일에는 자택에서 빈혈로 인해 계단에서 넘어지면서 오른쪽 손목이 골절되는 전치 3주의 부상을 입어, 26일에 예정되어있던 뮤직 스테이션 슈퍼 라이브 스케줄이 취소되는 사태가 벌어졌으나, 프로정신으로 30, 31일의 프리미엄 카운트 라이브 콘서트와 홍백가합전의 스케줄을 무사히 마쳤다.
2009년 1월 28일에는 「ayumi hamasaki ASIA TOUR 2008 A ∼10th Anniversary∼」콘서트 DVD가 발매되었다. 영상에는 파이널 공연이었던 타이완공연분이 수록되었다. 하마사키는 올해 4월부터 10월까지 역대 최장의 공연인 「ayumi hamasaki ARENA TOUR 2009 ~NEXT LEVEL~」을 4월「사이타마 슈퍼 아레나」를 시작으로 도쿄, 오사카, 후쿠오카 등 전국 12도시 35공연을 열어 합계 30만명 이상을 동원.「a-nation」(전국 5개소 7공연)의 약 30만명과 합해 60만명으로 연간 동원수의 자기기록 최다를 기록했다. 10월 22일, 도쿄도 시부야구의 국립 요요기 경기장 제1체육관에서의 파이널을 마지막으로 무사히 NEXT LEVEL 투어를 끝마쳤다.

### 2010–현재:Love songs및 결혼, 그리고 이혼

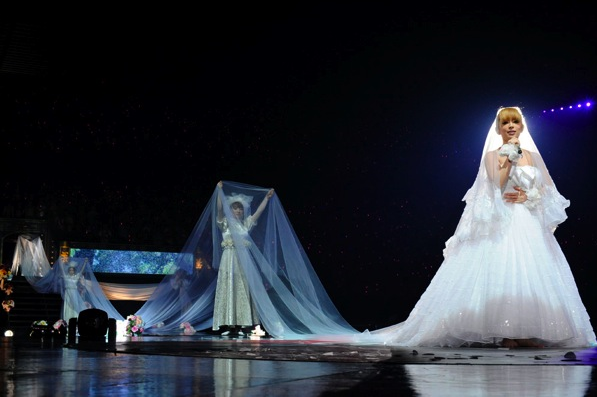
2010 아레나 투어에서의 하마사키 아유미.

2010년 4월 10일에는 사이타마 슈퍼 아레나에서의 공연을 시작으로 ayumi hamasaki ARENA TOUR 2010 A～Rock'n'Roll Circus～를 개최했다. 콘서트 투어와 더불어서 2010년 4월 14일에는 11번째 앨범인 Rock'n'Roll Circus와 함께 역대 최장 공연이었던 ayumi hamasaki ARENA TOUR 2009 A ~NEXT LEVEL~의 DVD가 발매되었다. 10월 2일에는 50번째 싱글 발매를 기념해서 10월 11일까지 7일동안 ayumi hamasaki Rock'n'Roll Circus Tour FINAL ~7days Special~을 개최하여 2010년 정규투어의 마지막을 성공적으로 끝마쳤다. 2010년 12월 22일, 하마사키는 열두 번째 정규 앨범 Love songs를 발매했다. 아유 자신에게 있어서 첫 프로듀스 작품이 되는, AAA의 리더 우라타 나오야와의 코라보 싱글 "Dream ON" URATA NAOYA feat. ayumi hamasaki를 동시 발매하는 것도 결정되었다. 8개월만의 새로운 정규앨범 제작은, 전성기 시절에서도 볼 수 없었던 스피드한 모습이었다.
2011년 1월 1일 새벽, 홍백가합전과 카운트다운 라이브 공연을 마친 하마사키 아유미는 본인의 유료 팬클럽 한정 사이트인 TeamAyu 사이트와 자신의 트위터를 통해, Virgin Road 뮤비에 같이 출연한 오스트리아 출신 모델 겸 배우 Manuel Schwarz와의 결혼을 공식 발표하여 일본은 물론 한국에서도 엄청난 화제가 되었다. 그녀는 결혼 이후에도 가수 활동은 지속될 것 이라고 밝혔다. 9월 16일에는 미국 체류 도중의 급성 인두염을 이유로 출연이 예정되어있던 TV 아사히 계열「뮤직 스테이션」의 25주년 특별프로그램의 출연을 취소했다. 2011년 8월 31일에는 2003년 발매했던 미니 앨범 Memorial address 이후 하마사키의 두 번째 미니 앨범 FIVE를 발매했다. 앨범의 타이틀곡 "progress"는 비디오 게임 테일즈 오브 엑실리아의 테마송으로 사용되었다. FIVE는 2주동안 오리콘 차트 1위를 지켰고 최종적으로 22만장을 팔아 일본 레코드 협회로부터 골드 인증을 받았다.
2012년 1월 16일 자정, 그녀는 자신의 팬클럽 사이트인 TeamAyu 사이트를 통해 자신의 이혼소식을 보고했다. 일본 시간 17일, 혼인 서류를 제출했던 미국 네바다주 라스베가스의 관공서에 현지의 변호사가 이혼 서류를 제출한다고 하며 위자료나 재산 분여는 없다고 한다. 관공서에서 이혼 판결이 나는 즉시 그녀는 381일만의 결혼 생활에 종지부를 찍게 된다. 또한, 결혼 당시 그녀는 미국 네바다주에서는 혼인 서류를 제출하고 있었으나 일본의 거주 관공서에는 서류를 제출하고 있지 않아 일본 호적상에는 미혼으로 남아있었다는 사실이 알려졌다. 그녀는 이혼의 원인은 자신에게 있으며 결혼 당시에는 2명이 미국에서 살기로 합의했으나 3월 11일의 동일본 대지진으로 인해 아유 자신에게 '일본을 떠나고 싶지 않다'라는 생각이 들었고, 이로 인해 서로 간의 물리적 거리는 물론 마음의 거리마저 멀어져 간 것이 이혼의 이유라고 밝혔다. 그녀는 14일자 트위터로「여행의 준비야. I'm on my way to future 나는 미래로 가는중」을, 전 배우자 마뉴엘도 16일 저녁 트위터에 윈스턴 처칠의 명언「비관 주의자는 모든 호기 속에서 어려움을 찾아내지만, 낙관 주의자는 모든 어려움 속에서 호기를 찾아낸다」의 말을 영문으로 인용해, 서로 사전에 이미 이혼을 암시하고 있던듯 하였다.
2012년 3월 21일에는 하마사키의 13번째 정규 앨범 Party Queen이 발매되었다. Party Queen은 발매 첫 주 97,691만 장을 팔아 오리콘 주간 앨범 차트 2위에 올랐는데 하마사키의 정규 앨범 중 GUILTY (2008) 이후 두 번째로 오리콘 앨범 차트 1위를 못한 앨범이 되었다. 2012년 8월 8일에는 네 번째 베스트 앨범 A SUMMER BEST를 발매했다. 앨범에 수록된 신곡 You & Me는 대히트를 거치며 음원 부문에서 건재함을 과시했지만 앨범은 Party Queen 과 마찬가지로 같은날 발매된 SMAP의 정규앨범에 이어 2위가 되었다. 8월 26일 에이네이션 공연과 함께 투어를 돌며 2012년 여름의 막바지를 힘껏 달려온 하마사키는 키시단 만국박람회 락앤롤 콘서트에 특별 초청되어 마지막날 토리 무대를 장식하는 이벤트 공연을 가졌고, 뒤이어 9월 25일엔 2013.04.08의 데뷔 15주년을 향한 5개월 연속 릴리즈 소식도 발표하여 팬들에게 깜짝 앨범 발매를 알렸다. 5개월 연속 릴리즈의 제 1탄으로 11월 8일에 세 번째 미니앨범 LOVE 가 발매되며, 이 미니앨범의 타이틀과도 같은 곡은 테일즈 오브 엑실리아2의 주제가인 신곡 Song 4 u 로 알려졌다.

## 음반 목록
| 정규 앨범 - 1999.01: A Song for ×× - 1999.11: LOVEppears - 2000.09: Duty - 2002.01: I am... - 2002.12: RAINBOW - 2004.12: My Story - 2006.01: (miss)understood - 2006.11: Secret - 2008.01: GUILTY - 2009.03: NEXT LEVEL - 2010.04: Rock 'n' Roll Circus - 2010.12: Love songs - 2012.03: Party Queen - 2013.02: LOVE again - 2014.07: Colours - 2015.04: A ONE - 2016.06: M(A)DE IN JAPAN | 미니 앨범 - 2003.12: Memorial address - 2011.08: FIVE - 2012.11: LOVE - 2012.12: again - 2015.08: sixxxxxx 베스트 앨범 - 2001.03: A BEST - 2003.03: A BALLADS - 2007.02: A BEST 2 - 2008.09: A COMPLETE ~ALL SINGELS~ - 2012.08: A SUMMER BEST |

## 콘서트 투어
※ 진하게 표시된 A는 하마사키 아유미의 고유 로고를 사용한다.

### 정규 라이브 투어
| 투어 기간                        | 투어의 명칭                                                  |
| -------------------------------- | ------------------------------------------------------------ |
| 2000년 4월 28일 ~ 6월 3일        | ayumi hamasaki CONCERT TOUR 2000 A 제 1막                    |
| 2000년 6월 21일 ~ 8월 9일        | ayumi hamasaki CONCERT TOUR 2000 A 제 2막                    |
| 2001년 6월 22일 ~ 7월 7일        | ayumi hamasaki DOME TOUR 2001 A                              |
| 2002년 4월 27일 ~ 6월 15일       | ayumi hamasaki ARENA TOUR 2002 A                             |
| 2002년 7월 6일 ~ 7월 28일        | ayumi hamasaki STADIUM TOUR 2002 A                           |
| 2003년 3월 18일 ~ 5월 27일       | ayumi hamasaki LIMITED TA LIVE TOUR                          |
| 2003년 10월 9일 ~ 10월 31일      | A museum live ~30th single collection live~                  |
| 2003년 12월 30일 ~ 04년 4월 25일 | ayumi hamasaki ARENA TOUR 2003-2004 A                        |
| 2005년 2월 1일 ~ 4월 24일        | ayumi hamasaki ARENA TOUR 2005 A ~MY STORY~                  |
| 2006년 3월 11일 ~ 6월 11일       | ayumi hamasaki ARENA TOUR 2006 A ~(miss)understood~          |
| 2007년 3월 10일 ~ 6월 10일       | ayumi hamasaki ASIA TOUR 2007 A ~Tour of Secret~             |
| 2008년 4월 5일 ~ 11월 2일        | ayumi hamasaki ASIA TOUR 2008 A ~10th Anniversary~           |
| 2009년 4월 11일 ~ 10월 22일      | ayumi hamasaki ARENA TOUR 2009 A ~NEXT LEVEL~                |
| 2010년 4월 10일 ~ 7월 25일       | ayumi hamasaki ARENA TOUR 2010 A ~Rock'n'Roll Circus~        |
| 2010년 10월 2일 ~ 10월 11일      | ayumi hamasaki Rock'n'Roll Circus Tour FINAL ~7days Special~ |
| 2011년 5월 7일 ~ 7월 24일        | ayumi hamasaki ~POWER of MUSIC~ 2011 A                       |
| 2011년 9월 30일 ~ 10월 13일      | ayumi hamasaki ~POWER of MUSIC~ 2011 A FINAL Chapter         |
| 2011년 10월 18일 ~ 10월 19일     | ayumi hamasaki ~POWER of MUSIC~ 2011 A LIMITED EDITION       |
| 2012년 4월 7일 ~ 10월 11일       | ayumi hamasaki ARENA TOUR 2012 A ~HOTEL Love songs~          |
| 2013년 4월 13일 ~ 7월 28일       | ayumi hamasaki 15th Anniversary TOUR ~A BEST LIVE~           |

※ 2011년 투어의 본래 타이틀은 ayumi hamasaki ARENA TOUR 2011 A ~HOTEL Love songs~ 로, 2011년 4월 9일 사이타마 슈퍼 아레나에서 스타트 할 예정이었으나, 일본 동북부 지방 지진으로 인해 투어가 연기되었으며 동시에 투어의 제목도 변경되었다.

### 카운트다운 라이브
| 기간                                  | 명칭                                                         |
| ------------------------------------- | ------------------------------------------------------------ |
| 2000년 12월 30일 ~ 31일(01년 1월 1일) | ayumi hamasaki COUNT DOWN LIVE 2000-2001 A                   |
| 2001년 12월 30일 ~ 31일(02년 1월 1일) | ayumi hamasaki COUNT DOWN LIVE 2001-2002 A                   |
| 2002년 12월 30일 ~ 31일(03년 1월 1일) | ayumi hamasaki COUNT DOWN LIVE 2002-2003 A                   |
| 2004년 12월 30일 ~ 31일(05년 1월 1일) | ayumi hamasaki COUNT DOWN LIVE 2004-2005 A                   |
| 2005년 12월 30일 ~ 31일(06년 1월 1일) | ayumi hamasaki COUNT DOWN LIVE 2005-2006 A                   |
| 2006년 12월 30일 ~ 31일(07년 1월 1일) | ayumi hamasaki BEST of COUNT DOWN LIVE 2006-2007 A           |
| 2007년 12월 30일 ~ 31일(08년 1월 1일) | ayumi hamasaki COUNTDOWN LIVE 2007-2008 Anniversary          |
| 2008년 12월 30일 ~ 31일(09년 1월 1일) | ayumi hamasaki PREMIUM COUNTDOWN LIVE 2008-2009 A            |
| 2009년 12월 30일 ~ 31일(10년 1월 1일) | ayumi hamasaki COUNTDOWN LIVE 2009-2010 A ~Future Classics~  |
| 2010년 12월 30일 ~ 31일(11년 1월 1일) | ayumi hamasaki COUNTDOWN LIVE 2010-2011 A ~do it again~      |
| 2011년 12월 29일 ~ 31일(12년 1월 1일) | ayumi hamasaki COUNTDOWN LIVE 2011-2012 A ~HOTEL Love songs~ |
| 2012년 12월 29일 ~ 31일(13년 1월 1일) | ayumi hamasaki COUNTDOWN LIVE 2012-2013 A ~WAKE UP~          |

※ 2003~2004년의 카운트다운 라이브는 정규 라이브 투어인 ayumi hamasaki ARENA TOUR 2003~2004 A에 포함되어 있다

## 같이 보기
- 가장 많은 음반을 판 음악가 목록